# Canal de Bridgewater
El canal de Bridgewater es un canal de navegación que conecta Runcorn, Mánchester y Leigh, en el noroeste de Inglaterra. Fue encargado en 1760 por Francis Egerton, tercer duque de Bridgewater, para el transporte de carbón de sus minas en Worsley a Mánchester, al ingeniero James Brindley. El trayecto de Worsley a Mánchester fue inaugurado en 1761, y más tarde se extendió desde Mánchester a Runcorn, y luego de Worsley a Leigh.
El canal está conectado con el canal naval de Mánchester a través de una esclusa en Cornbrook, con el canal de Rochdale, en Mánchester, con el canal de Trent y Mersey en Preston Brook, al sureste de Runcorn, y con el canal de Leeds y Liverpool en Leigh. En el pasado conectaba con el río Mersey en Runcorn, pero esa conexión fue cortada por una vía de acceso al puente de las bodas de plata.
A menudo considerado como el primer canal verdadero de Inglaterra, requirió la construcción de un acueducto de piedra para cruzar el río Irwell, uno de los primeros de su clase. Su éxito fomentó un período de intensa construcción de canales, conocida como la manía del canal. Más tarde sufrió una intensa competencia por parte del ferrocarril Liverpool-Mánchester y del canal de Macclesfield. Navegable en toda su historia, es uno de los pocos canales de Gran Bretaña que no han sido nacionalizados y sigue siendo de propiedad privada. En la actualidad, las embarcaciones de recreo utilizan el canal, que forma parte de la red de canales llamada Cheshire Ring.